# Barrio Saldías
El Barrio Saldías, también conocido como el Asentamiento Saldías o simplemente Saldías, es un pequeño barrio popular de la ciudad de Buenos Aires, Argentina, cuyo origen está ligado a la aledaña estación ferroviaria homónima de la Línea Belgrano Norte. Se encuentra oficialmente dentro del barrio de Recoleta, a escasos metros del acaudalado subsector Barrio Parque del barrio de Palermo, particularmente del museo MALBA y el centro comercial Paseo Alcorta. Dentro del barrio se encuentra el Polo Cultural Saldías.
Aunque Saldías empezó como un barrio ferroviario que no encajaba en la definición de «villa miseria», a mediados del siglo XX las viviendas existentes se vieron complementadas por casas precarias, transformándose —junto al posterior Barrio Inmigrantes— en uno de los primeros asentamientos que luego dieron origen a la famosa Villa 31, la «villa miseria» más antigua y emblemática de Buenos Aires. Sin embargo, a diferencia del Barrio Inmigrantes, Saldías no forma parte de la Villa 31 en la actualidad, ya que sufrió una erradicación forzosa en la década de 1970 que lo dejó aislado del barrio.
En julio de 2023, Gobierno de la Ciudad de Buenos Aires y la Sociedad Central de Arquitectos anunciaron un concurso para «recuperar» la zona y crear un nuevo «Distrito Saldías», enmarcado dentro de un «plan de revitalización de la costa de Buenos Aires» y emerja como la continuidad de los centros Punta Carrasco y Costa Salguero.

## Historia

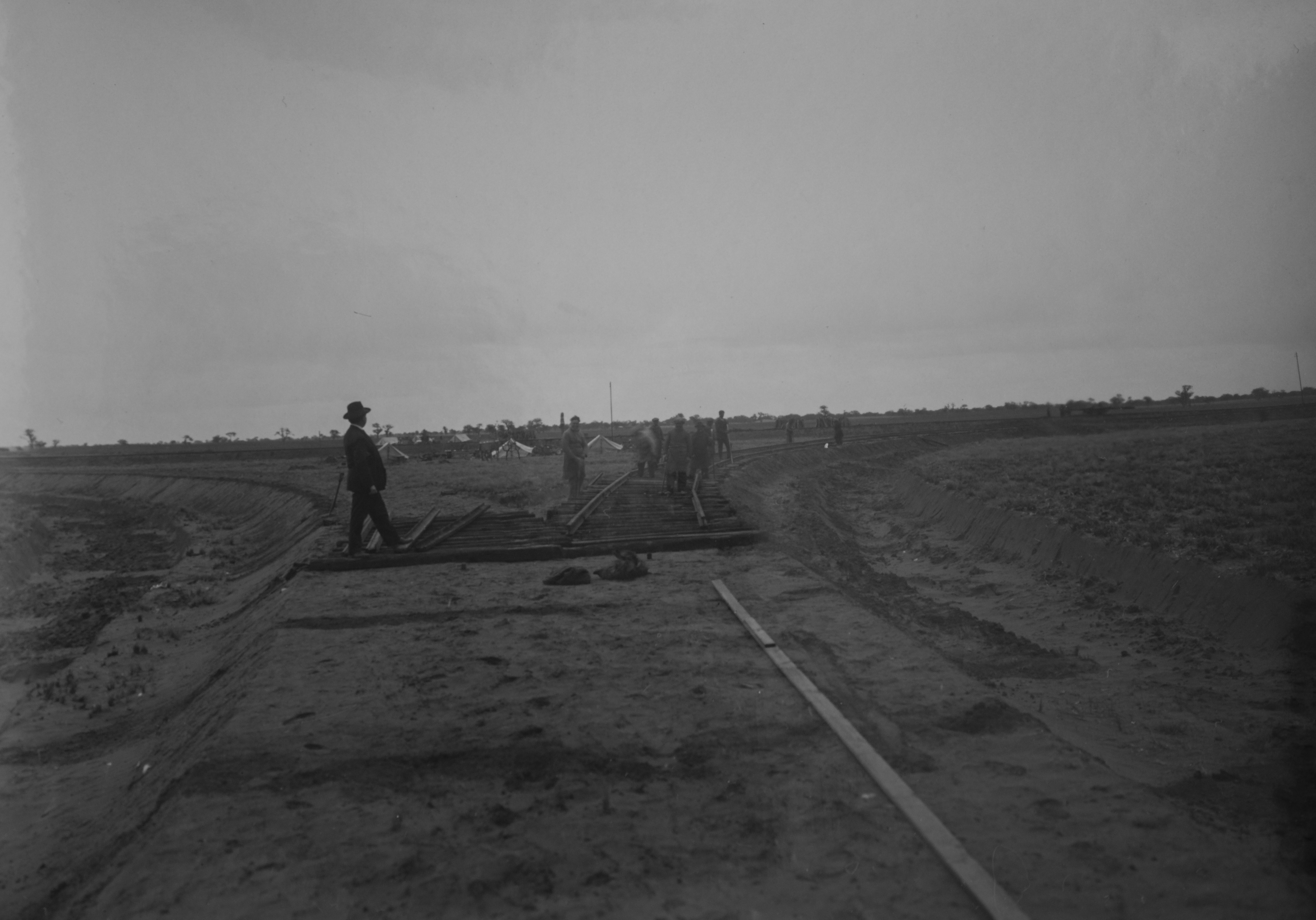
Vista del asentamiento en sus orígenes, hacia la década de 1930.

El Barrio Saldías se encuentra adyacente a las vías del Ferrocarril General Belgrano y nació como  apostadero y  lugar de viviendas para los trabajadores ferroviarios. La actual Estación Saldías fue inaugurada en 1914 bajo el nombre de Parada Kilómetro 3, en un contexto de expansión del Ferrocarril Central Córdoba (FCCC) durante la presidencia de Julio Argentino Roca. A partir de 1921, la estación figura en los planos como Parada Km. 3 y luego empalme Ocampo, y el espacio en general es llamado Empalme Ocampo, Desvíos Canning y Retiro Norte. Aunque la Estación Saldías que daría nombre al asentamiento forma parte del tren urbano, el espacio actual del barrio era originalmente un área de carga y descarga integrada en la red de tren de carga del FCCC. En 1920 se erigió un terraplén para proteger de las sudestadas, ya que el Río de la Plata estaba muy próximo a las vías, y en la década de 1930 se trazaron los primeros planos para las casas del personal ferroviario. En 1938, FCCC quebró y fue estatizada, quedando bajo control de Ferrocarriles del Estado.

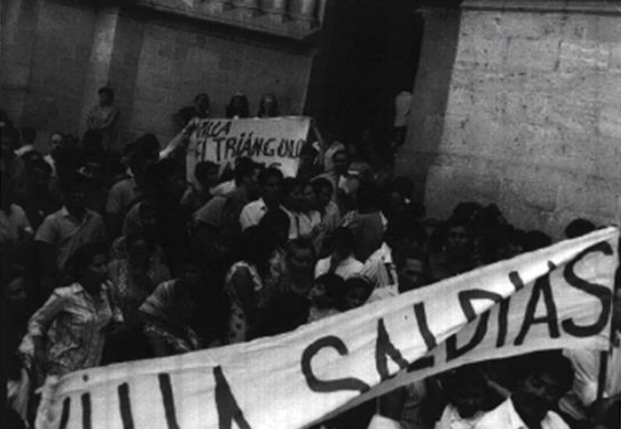
Una columna con representantes de la «Villa Saldías» durante una peregrinación a Luján de villas miseria llevada a cabo el 28 de diciembre de 1969.

Aunque las características originales del barrio no se correspondían con la definición de «villa miseria», a mediados del siglo XX se construyeron nuevas viviendas precarias junto a las preexistentes viviendas de material de la zona, convirtiendo a Saldías en el primero de los subsectores que conformarían la Villa 31, la «villa miseria» más antigua y emblemática de Buenos Aires. En 1956, un artículo publicado en La Prensa señaló que, según datos censales, la zona era habitada por 400 personas distribuidas en 50 viviendas. Este número revela un alto grado de hacinamiento, propio del período en que el barrio adquirió las características de una villa. Esto coincidió con la llegada de migrantes internos a la ciudad de Buenos Aires para trabajar en el ferrocarril, quienes, respaldados por su sindicato, ocuparon casillas originalmente construidas por la compañía ferroviaria y luego levantaron nuevas viviendas con materiales descartados. Según el testimonio de José María Meisegeier, el sindicato que apoyó esta ocupación fue La Fraternidad. La importancia del ferrocarril como principal fuente de trabajo de la zona se ve reflejada en un informe oficial de 1958, el cual arrojó que el 58% de los habitantes del asentamiento eran empleados ferroviarios. El mismo informe, que consigna a la zona como Kilómetro 3, la caracterizó de la siguiente forma:

Se trata de un barrio ferroviario, estable, ubicado en una parada, cerca de las estaciones de Retiro, entre las calles Salguero, Plaza Retiro Norte, alambrado del Ministerio de Obras Públicas que la separa del río, en terrenos de los ferrocarriles. Hay cuatro pabellones de material, cada uno de cuatro habitaciones, dos cocinas, dos duchas y servicios, además hay casas de madera y chapas, otros ranchos normales de campaña entre sauces y un pequeño rancherío, éste de gente ajena al ferrocarril. Existe además una fábrica, un depósito, un taller de costura, una capilla reciente, una cancha de fútbol y un club social, hay vigilancia policial y un pequeño bar. No hay agua corriente, ni cloacas. Los hombres trabajan en su mayoría en el ferrocarril, de buenas costumbres, algunos etilistas, hay ausentismo escolar por negligencia paterna, existe un líder.

A partir de 2005, las oficinas de un edificio abandonado del barrio —que antiguamente funcionó como mercado de frutas— comenzaron a ser ocupadas por músicos como salas de ensayo, convirtiéndose con los años en el actual Polo Cultural Saldías. El lugar se ha convertido en un centro relevante de la escena cultural porteña donde conviven más de 1.500 artistas, incluyendo músicos, bandas, escultores, fotógrafos y cineastas. Las 68 salas del Polo Cultural Saldías han sido utilizadas por músicos como Bandalos Chinos, Dillom y Lo' Pibitos, entre otros. Fue notablemente el lugar de ensayo de Luis Alberto Spinetta para su famoso concierto Bandas Eternas de 2009. Además de las salas de ensayo, el Polo Cultural Saldías funciona como un lugar para eventos, incluyendo festivales de música como Argenta FT y el Festival Cultural Saldías.